# Норт-Лондондеррі Тауншип (округ Лебанон, Пенсільванія)
Норт-Лондондеррі Тауншип (англ. North Londonderry Township) — селище (англ. township) в США, в окрузі Лебанон штату Пенсільванія. Населення — 8911 особа (2020).

## Демографія
Згідно з переписом 2010 року, у селищі мешкало 8068 осіб у 3302 домогосподарствах у складі 2413 родин. Було 3395 помешкань
Расовий склад населення:
| - 96,5 % — білих - 1,6 % — азіатів - 0,7 % — чорних або афроамериканців - 0,1 % — корінних американців |

До двох чи більше рас належало 0,9 %. Частка іспаномовних становила 1,5 % від усіх жителів.
За віковим діапазоном населення розподілялося таким чином: 20,3 % — особи молодші 18 років, 56,1 % — особи у віці 18—64 років, 23,6 % — особи у віці 65 років та старші. Медіана віку мешканця становила 48,0 року. На 100 осіб жіночої статі у селищі припадало 89,3 чоловіків;  на 100 жінок у віці від 18 років та старших — 86,7 чоловіків також старших 18 років.
Середній дохід на одне домашнє господарство  становив 81 524 долари США (медіана — 69 838), а середній дохід на одну сім'ю — 97 737 доларів (медіана — 82 740). Медіана доходів становила 57 115 доларів для чоловіків та 43 938 доларів для жінок. За межею бідності перебувало 2,6 % осіб, у тому числі 2,6 % дітей у віці до 18 років та 2,6 % осіб у віці 65 років та старших.
Цивільне працевлаштоване населення становило 4147 осіб. Основні галузі зайнятості: освіта, охорона здоров'я та соціальна допомога — 25,5 %, виробництво — 14,2 %, мистецтво, розваги та відпочинок — 9,6 %, фінанси, страхування та нерухомість — 8,8 %.